# Giulio Fioravanti
Giulio Fioravanti (17 de octubre de 1923 – 3 de mayo de 1999) fue un barítono, cantante de ópera, de nacionalidad italiana, cuyo trayectoria se centró principalmente en el repertorio musical de su país.

## Biografía
Nacido en Ascoli Piceno, Italia, en un principio estudió jurisprudencia, trabajando un año como abogado en su ciudad natal. Sin embargo, decidió estudiar música en la Academia Nacional de Santa Cecilia, en Roma, con el afamado barítono Riccardo Stracciari. 
Fioravanti debutó en escena en Turín, interpretando a Germont en La traviata en 1951. Cantó por toda Italia, y en 1957 actuó por vez primera en el Teatro de San Carlos de Nápoles y en el Teatro de La Scala de Milán.
Se basó en un repertorio estándar italiano, cantando todos los grandes papeles de barítono desde el bel canto al verismo. También cantó en varias obras contemporáneas, como fue el caso de Rappresentazione e Festa (de Gian Francesco Malipiero), Alamistakeo (de Giulio Viozzi), Vivì (de Franco Mannino), Suocera Rapita (de Lidia Ivanova), y La regina delle nevi (de Giuseppe Zanaboni).
Fioravanti no hizo un gran número de grabaciones discográficas. Aun así, puede ser oído en Manon Lescaut (junto a Maria Callas), La hija del regimiento (de Donizetti, junto a Anna Moffo, y Adriana Lecouvreur (con Renata Tebaldi). Además, fue Scarpia en una producción televisiva de la ópera Tosca, en la cual trabajaba Magda Olivero, y Enrico en una adaptación al cine de Lucía de Lammermoor, interpretada con Anna Moffo. 
Giulio Fioravanti se dedicó a partir de 1991 a la enseñanza, actividad a la que se dedicó con pasión hasta el momento de su muerte, ocurrida en Milán, Italia, en 1999.